# 림프사상충증
림프사상충증(-絲狀蟲症, lymphatic filariasis, elephantiasis tropica)은 선형동물문의 기생충에 의한 질병이다. 이 질병의 많은 사례에 따르면 증상은 없다. 그러나 일부 사람들은 팔, 다리, 성기에 상당한 양의 종창으로 발전한 사례가 있다. 피부는 더 두꺼워지고 통증이 일어날 수 있다. 인체에 미치는 이러한 변화들은 영향을 받는 사람에게 사회적, 경제적 문제를 일으킬 수 있다.
기생충들은 감염된 모기의 물림을 통해 퍼져나간다. 감염은 나이가 어릴 때 시작하는 것이 보통이다. 기생충의 종류로는 사상충, 말레이사상충, 티몰사상충, 이렇게 세 종이 있다. 이 가운데 사상충이 가장 흔하다. 이러한 기생충들은 림프계통을 손상시킬 수 있다. 이러한 질병은 밤에 채취한 혈액을 대상으로 현미경을 통해 관찰하여 진단된다. 혈액은 혈액도말표본 형태로 김자 염색된다. 이 질병에 반응하는 항체에 대한 혈액 검사가 이루어질 수도 있다.